# McArthur’s Head

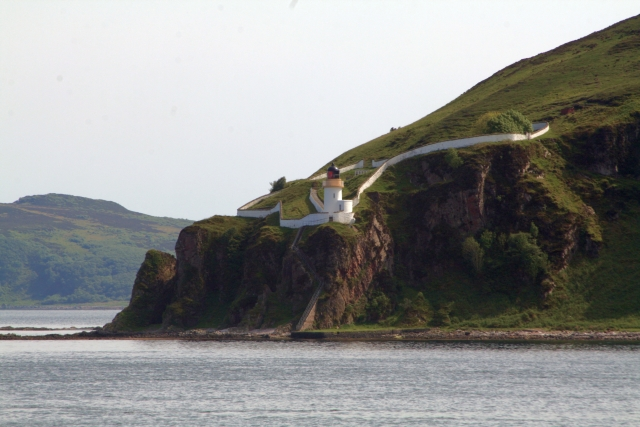
McArthur’s Head

McArthur’s Head ist ein Kap an der Ostküste der Hebrideninsel Islay. Es liegt etwa zehn Kilometer südlich des Fährhafens Port Askaig und 14 km östlich der Inselhauptstadt Bowmore an der südlichen Einfahrt des Islay-Sunds. 1,5 Kilometer westlich befindet sich der 332 m hohe Beinn na Caillich.

## Leuchtturm
An McArthur’s Head errichteten die Geschwister Thomas und David Stevenson im Jahre 1861 einen Leuchtturm. Der Scheinwerfer ist etwa 31 km weit sichtbar. 1969 wurde der Leuchtturm automatisiert. Zusammen mit dem Leuchtturm am Ruvaal markiert er Nord- und Südeinfahrt der Meeresstraße.